# Formule E 2023/2024
Sezóna 2023/2024 závodů Formule E byla desátou sezónou šampionátu Formule E pořádaného Mezinárodní automobilovou federací FIA, který je nejvyšším mistrovství v kategorii monopostů na elektrický pohon. Vítěz šampionátu mezi jezdci i týmy se označuje také jako mistr světa vozů Formule E.
Titul ze sezóny získal Pascal Wehrlein z týmu Porsche, před Mitchem Evansem a Nickem Cassidym. V týmech získal titul Jaguar Racing, v nové kategorii výrobců technologií pak Jaguar.

## Týmy a jezdci

### Startovní listina
Všechny týmy využívají šasi Spark-Renault Formula E Gen3 a pneumatiky Hankook.
| Tým                              | Motor                 | No. | Jezdec                 | Závod      |
| -------------------------------- | --------------------- | --- | ---------------------- | ---------- |
| Andretti Formula E               | Porsche 99X Electric  | 1   | Jake Dennis            | vše        |
| Andretti Formula E               | Porsche 99X Electric  | 17  | Norman Nato            | vše        |
| DS Penske                        | DS E-Tense FE23       | 2   | Stoffel Vandoorne      | vše        |
| DS Penske                        | DS E-Tense FE23       | 25  | Jean-Éric Vergne       | vše        |
| ERT Formula E Team               | ERT X24               | 3   | Sérgio Sette Câmara    | vše        |
| ERT Formula E Team               | ERT X24               | 33  | Dan Ticktum            | vše        |
| Envision Racing                  | Jaguar I-Type 6       | 4   | Robin Frijns           | 1–8, 11–16 |
| Envision Racing                  | Jaguar I-Type 6       | 4   | Joel Eriksson          | 9–10       |
| Envision Racing                  | Jaguar I-Type 6       | 16  | Sébastien Buemi        | 1–8, 11–16 |
| Envision Racing                  | Jaguar I-Type 6       | 16  | Paul Aron              | 9–10       |
| NEOM McLaren Formula E Team      | Nissan e-4ORCE 04     | 5   | Jake Hughes            | vše        |
| NEOM McLaren Formula E Team      | Nissan e-4ORCE 04     | 8   | Sam Bird               | 1–8, 11–16 |
| NEOM McLaren Formula E Team      | Nissan e-4ORCE 04     | 8   | Taylor Barnard         | 8–10       |
| Maserati MSG Racing              | Maserati Tipo Folgore | 7   | Maximilian Günther     | vše        |
| Maserati MSG Racing              | Maserati Tipo Folgore | 18  | Jehan Daruvala         | vše        |
| Jaguar TCS Racing                | Jaguar I-Type 6       | 9   | Mitch Evans            | vše        |
| Jaguar TCS Racing                | Jaguar I-Type 6       | 37  | Nick Cassidy           | vše        |
| ABT CUPRA Formula E Team         | Mahindra M9Electro    | 11  | Lucas di Grassi        | vše        |
| ABT CUPRA Formula E Team         | Mahindra M9Electro    | 51  | Nico Müller            | 1–8, 11–16 |
| ABT CUPRA Formula E Team         | Mahindra M9Electro    | 51  | Kelvin van der Linde   | 9–10       |
| TAG Heuer Porsche Formula E Team | Porsche 99X Electric  | 13  | António Félix da Costa | vše        |
| TAG Heuer Porsche Formula E Team | Porsche 99X Electric  | 94  | Pascal Wehrlein        | vše        |
| Mahindra Racing                  | Mahindra M9Electro    | 21  | Nyck de Vries          | 1–8, 11–16 |
| Mahindra Racing                  | Mahindra M9Electro    | 21  | Jordan King            | 9–10       |
| Mahindra Racing                  | Mahindra M9Electro    | 48  | Edoardo Mortara        | vše        |
| Nissan Formula E Team            | Nissan e-4ORCE 04     | 22  | Oliver Rowland         | vše        |
| Nissan Formula E Team            | Nissan e-4ORCE 04     | 22  | Caio Collet            | 13–14      |
| Nissan Formula E Team            | Nissan e-4ORCE 04     | 23  | Sacha Fenestraz        | vše        |

Poznámky
1. 1 2  Název značky 99X Electric používá automobilka Porsche od svého vstupu do Formule E. Toto je pátá pohonná jednotka v pořadí.
2. ↑  Pohonnou jednotkou je upravená jednotka DS E-Tense FE23.

## Kalendář závodů
| Závod   | ePrix             | Země               | Okruh                                 | Datum             |
| ------- | ----------------- | ------------------ | ------------------------------------- | ----------------- |
| 1       | EPrix Mexico City | Mexiko             | Autódromo Hermanos Rodríguez          | 13. ledna 2024    |
| 2       | EPrix Ad Diriyah  | Saúdská Arábie     | Riyadh Street Circuit                 | 26. ledna 2024    |
| 3       | EPrix Ad Diriyah  | Saúdská Arábie     | Riyadh Street Circuit                 | 27. ledna 2024    |
| 4       | EPrix São Paula   | Brazílie           | São Paulo Street Circuit              | 16. března 2024   |
| 5       | EPrix Tokia       | Japonsko           | Tokyo Street Circuit                  | 30. března 2024   |
| 6       | EPrix Misana      | Itálie             | Misano World Circuit Marco Simoncelli | 13. dubna 2024    |
| 7       | EPrix Misana      | Itálie             | Misano World Circuit Marco Simoncelli | 14. dubna 2024    |
| 8       | EPrix Monaka      | Monako             | Circuit de Monaco                     | 27. dubna 2024    |
| 9       | EPrix Berlína     | Německo            | Tempelhof Airport Street Circuit      | 11. května 2024   |
| 10      | EPrix Berlína     | Německo            | Tempelhof Airport Street Circuit      | 12. května 2024   |
| 11      | EPrix Šanghaje    | Čína               | Shanghai International Circuit        | 25. května 2024   |
| 12      | EPrix Šanghaje    | Čína               | Shanghai International Circuit        | 26. května 2024   |
| 13      | EPrix Portlandu   | USA                | Portland International Raceway        | 29. června 2024   |
| 14      | EPrix Portlandu   | USA                | Portland International Raceway        | 30. června 2024   |
| 15      | EPrix Londýna     | Spojené království | ExCeL London                          | 20. července 2024 |
| 16      | EPrix Londýna     | Spojené království | ExCeL London                          | 21. července 2024 |
| Source: |                   |                    |                                       |                   |

## Změny pravidel
Pohár pro výrobce technologií byl představen před ePrix São Paula 2024 s tím, že se výsledky dopočítaly zpětně od začátku sezóny. Do poháru se počítají dvě nejvýše postavená vozidla poháněná daným výrobcem. Bodování se využívá stejné, jako je použito pro hodnocení jezdců i týmů.

## Výsledky a pořadí

### ePrix
| Poř. | Závod       | Pole position    | Nejrychlejší kolo      | Vítězný jezdec         | Vítězný tým                      | Vítězný výrobce motorů | Výsledky |
| ---- | ----------- | ---------------- | ---------------------- | ---------------------- | -------------------------------- | ---------------------- | -------- |
| 1    | Mexico City | Pascal Wehrlein  | Nick Cassidy           | Pascal Wehrlein        | TAG Heuer Porsche Formula E Team | Porsche                | Výsledky |
| 2    | Ad Diriyah  | Jean-Éric Vergne | Jake Dennis            | Jake Dennis            | Andretti Formula E               | Porsche                | Výsledky |
| 3    | Ad Diriyah  | Oliver Rowland   | Jake Dennis            | Nick Cassidy           | Jaguar TCS Racing                | Jaguar                 | Výsledky |
| 4    | São Paulo   | Pascal Wehrlein  | Nyck de Vries          | Sam Bird               | NEOM McLaren Formula E Team      | Nissan                 | Výsledky |
| 5    | Tokio       | Oliver Rowland   | Sam Bird               | Maximilian Günther     | Maserati MSG Racing              | Stellantis             | Výsledky |
| 6    | Misano      | Mitch Evans      | Oliver Rowland         | Oliver Rowland         | Nissan Formula E Team            | Nissan                 | Výsledky |
| 7    | Misano      | Jake Hughes      | António Félix da Costa | Pascal Wehrlein        | TAG Heuer Porsche Formula E Team | Porsche                | Výsledky |
| 8    | Monako      | Pascal Wehrlein  | Jehan Daruvala         | Mitch Evans            | Jaguar TCS Racing                | Jaguar                 | Výsledky |
| 9    | Berlín      | Edoardo Mortara  | Norman Nato            | Nick Cassidy           | Jaguar TCS Racing                | Jaguar                 | Výsledky |
| 10   | Berlín      | Jake Dennis      | Norman Nato            | António Félix da Costa | TAG Heuer Porsche Formula E Team | Porsche                | Výsledky |
| 11   | Šanghaj     | Jean-Éric Vergne | Jake Dennis            | Mitch Evans            | Jaguar TCS Racing                | Jaguar                 | Výsledky |
| 12   | Šanghaj     | Jake Hughes      | Norman Nato            | António Félix da Costa | TAG Heuer Porsche Formula E Team | Porsche                | Výsledky |
| 13   | Portland    | Mitch Evans      | Jake Hughes            | António Félix da Costa | TAG Heuer Porsche Formula E Team | Porsche                | Výsledky |
| 14   | Portland    | Jean-Éric Vergne | Robin Frijns           | António Félix da Costa | TAG Heuer Porsche Formula E Team | Porsche                | Výsledky |
| 15   | Londýn      | Mitch Evans      | Mitch Evans            | Pascal Wehrlein        | TAG Heuer Porsche Formula E Team | Porsche                | Výsledky |
| 16   | Londýn      | Nick Cassidy     | Jake Hughes            | Oliver Rowland         | Nissan Formula E Team            | Nissan                 | Výsledky |

Poznámky
1. ↑  Jake Dennis zaznamenal nejrychlejší kolo závodu, ale protože se neumístil mezi nejlepšími 10 v cíli, získal extra bod za nejrychlejší kolo Nick Cassidy.
2. ↑  Nyck de Vries zaznamenal nejrychlejší kolo závodu, ale protože se neumístil mezi nejlepšími 10 v cíli, získal extra bod za nejrychlejší kolo Sébastien Buemi.
3. ↑  Sam Bird zaznamenal nejrychlejší kolo závodu, ale protože se neumístil mezi nejlepšími 10 v cíli, získal extra bod za nejrychlejší kolo Maximilian Günther.
4. ↑  António Félix da Costa zaznamenal nejrychlejší kolo závodu, ale protože se neumístil mezi nejlepšími 10 v cíli, získal extra bod za nejrychlejší kolo Pascal Wehrlein.
5. ↑  Jehan Daruvala zaznamenal nejrychlejší kolo závodu, ale protože se neumístil mezi nejlepšími 10 v cíli, získal extra bod za nejrychlejší kolo Nick Cassidy.
6. ↑  Norman Nato zaznamenal nejrychlejší kolo závodu, ale protože se neumístil mezi nejlepšími 10 v cíli, získal extra bod za nejrychlejší kolo Nick Cassidy.
7. ↑  Norman Nato zaznamenal nejrychlejší kolo závodu, ale protože se neumístil mezi nejlepšími 10 v cíli, získal extra bod za nejrychlejší kolo Nick Cassidy.
8. ↑  Jake Hughes zaznamenal nejrychlejší kolo závodu, ale protože se neumístil mezi nejlepšími 10 v cíli, získal extra bod za nejrychlejší kolo Mitch Evans.

## Průběžné pořadí

### Pořadí jezdců
Body jsou udělovány dle následujícího systému:
| Position | 1. | 2. | 3. | 4. | 5. | 6. | 7. | 8. | 9. | 10. | Pole position | FL |
| -------- | -- | -- | -- | -- | -- | -- | -- | -- | -- | --- | ------------- | -- |
| Body     | 25 | 18 | 15 | 12 | 10 | 8  | 6  | 4  | 2  | 1   | 3             | 1  |

| Poř. | Jezdec                 | MXC | DIR | DIR | SAP | TKO | MIS | MIS | MCO | BER | BER | SHA | SHA | POR | POR | LON | LON | Pts |
| ---- | ---------------------- | --- | --- | --- | --- | --- | --- | --- | --- | --- | --- | --- | --- | --- | --- | --- | --- | --- |
| 1    | Pascal Wehrlein        | 1   | 8   | 7   | 4   | 5   | 16  | 1   | 5   | 5   | 4   | 2   | 20  | 10  | 4   | 1   | 2   | 198 |
| 2    | Mitch Evans            | 5   | 5   | 10  | 2   | 15  | 5   | NC  | 1   | 4   | 6   | 1   | 5   | 8   | 3   | 2   | 3   | 192 |
| 3    | Nick Cassidy           | 3   | 3   | 1   | Ret | 8   | Ret | 3   | 2   | 1   | 2   | 3   | 4   | 19  | 13  | 7   | Ret | 176 |
| 4    | Oliver Rowland         | 11  | 13  | 3   | 3   | 2   | 1   | Ret | 6   | 3   | 3   | 4   | 10  | WD  | WD  | 15  | 1   | 156 |
| 5    | Jean-Éric Vergne       | 6   | 2   | 8   | 7   | 12  | 6   | 7   | 4   | 2   | 10  | 6   | 7   | 3   | 5   | 17  | 5   | 139 |
| 6    | António Félix da Costa | Ret | 16  | 14  | 6   | 4   | DSQ | 17  | 7   | 6   | 1   | 18  | 1   | 1   | 1   | Ret | 13  | 134 |
| 7    | Jake Dennis            | 9   | 1   | 12  | 5   | 3   | 2   | 2   | 19  | Ret | 5   | 5   | 11  | 6   | 10  | 16  | Ret | 122 |
| 8    | Maximilian Günther     | 4   | 7   | 9   | 9   | 1   | 3   | 12  | 9   | Ret | Ret | 21  | 8   | Ret | 8   | Ret | Ret | 73  |
| 9    | Robin Frijns           | Ret | 10  | 2   | 18  | 9   | 17  | Ret | 17  |     |     | 12  | 9   | 2   | 2   | Ret | 7   | 66  |
| 10   | Stoffel Vandoorne      | 8   | 14  | 5   | 8   | 16  | 8   | Ret | 3   | 7   | 20  | 9   | 6   | 9   | 11  | 9   | 8   | 61  |
| 11   | Sébastien Buemi        | 2   | 12  | WD  | 10  | 13  | 12  | Ret | 15  |     |     | 8   | 12  | 20  | 9   | 3   | 4   | 53  |
| 12   | Nico Müller            | 17  | 18  | 13  | Ret | 7   | 11  | 4   | Ret |     |     | 15  | 15  | 5   | 6   | 6   | 6   | 52  |
| 13   | Sam Bird               | 14  | 4   | Ret | 1   | NC  | Ret | 10  | WD  |     |     | 17  | Ret | 7   | Ret | 8   | Ret | 48  |
| 14   | Jake Hughes            | 7   | 11  | 4   | Ret | 14  | 13  | 8   | 16  | 15  | 12  | 16  | 2   | 21  | Ret | Ret | 10  | 48  |
| 15   | Norman Nato            | 10  | 6   | 16  | 17  | 6   | 7   | 16  | 10  | 18  | 19  | 14  | 3   | 13  | 7   | 10  | 12  | 47  |
| 16   | Edoardo Mortara        | 13  | 15  | 11  | 12  | DSQ | Ret | 13  | Ret | 8   | 16  | Ret | 13  | 4   | Ret | 5   | Ret | 29  |
| 17   | Sacha Fenestraz        | 12  | Ret | 6   | 11  | 11  | 9   | 5   | 8   | 9   | Ret | 11  | 14  | 15  | 18  | 14  | 15  | 26  |
| 18   | Nyck de Vries          | 15  | 17  | 15  | 14  | Ret | 14  | 15  | 12  |     |     | 7   | 16  | 12  | Ret | 4   | 16  | 18  |
| 19   | Dan Ticktum            | 18  | 21  | Ret | 16  | 18  | 4   | 14  | 13  | 14  | 17  | 20  | 21  | 17  | 15  | 13  | 14  | 12  |
| 20   | Sérgio Sette Câmara    | DNS | 9   | 18  | DSQ | 10  | 15  | 6   | 18  | 16  | 13  | 13  | 18  | 14  | 14  | 12  | 11  | 11  |
| 21   | Jehan Daruvala         | 16  | 20  | Ret | 15  | 17  | Ret | 9   | 20  | 17  | 7   | 19  | 17  | 16  | 12  | 18  | Ret | 8   |
| 22   | Taylor Barnard         |     |     |     |     |     |     |     | 14  | 10  | 8   |     |     |     |     |     |     | 5   |
| 23   | Lucas di Grassi        | Ret | 19  | 17  | 13  | Ret | 10  | 11  | 11  | Ret | 11  | 10  | 19  | 11  | 17  | 11  | 9   | 4   |
| 24   | Joel Eriksson          |     |     |     |     |     |     |     |     | Ret | 9   |     |     |     |     |     |     | 2   |
| 25   | Kelvin van der Linde   |     |     |     |     |     |     |     |     | 11  | 15  |     |     |     |     |     |     | 0   |
| 26   | Jordan King            |     |     |     |     |     |     |     |     | 12  | 18  |     |     |     |     |     |     | 0   |
| 27   | Paul Aron              |     |     |     |     |     |     |     |     | 13  | 14  |     |     |     |     |     |     | 0   |
| 28   | Caio Collet            |     |     |     |     |     |     |     |     |     |     |     |     | 18  | 16  |     |     | 0   |
| Poř. | Jezdec                 | MXC | DIR | DIR | SAP | TKO | MIS | MIS | MCO | BER | BER | SHA | SHA | POR | POR | LON | LON | Pts |

| Legenda k tabulce | Legenda k tabulce                                                                       |
| Barva             | Výsledek                                                                                |
| ----------------- | --------------------------------------------------------------------------------------- |
| Zlatá             | Vítěz                                                                                   |
| Stříbrná          | 2. místo                                                                                |
| Bronzová          | 3. místo                                                                                |
| Zelená            | Bodované umístění                                                                       |
| Modrá             | Nebodované umístění                                                                     |
| Modrá             | Dokončil neklasifikován (NC)                                                            |
| Fialová           | Odstoupil (Ret)                                                                         |
| Červená           | Nekvalifikoval se (DNQ)                                                                 |
| Červená           | Nepředkvalifikoval se (DNPQ)                                                            |
| Černá             | Diskvalifikován (DSQ)                                                                   |
| Bílá              | Nestartoval (DNS)                                                                       |
| Bílá              | Závod zrušen (C)                                                                        |
| Světle modrá      | Pouze trénoval (PO)                                                                     |
| Světle modrá      | Páteční testovací jezdec (TD)                                                           |
| Bez barvy         | Netrénoval (DNP)                                                                        |
| Bez barvy         | Vyřazen (EX)                                                                            |
| Bez barvy         | Nepřijel (DNA)                                                                          |
| Bez barvy         | Odvolal účast (WD)                                                                      |
| Bez barvy         | Nezúčastnil se (prázdné)                                                                |
| Označení          | Význam                                                                                  |
| Tučnost           | Pole position                                                                           |
| Kurzíva           | Nejrychlejší kolo                                                                       |
| †                 | Jezdec nedojel do cíle, ale byl klasifikován, protože odjel více než 90 % délky závodu. |
| ‡                 | Byl udělován poloviční počet bodů, protože bylo odjeto méně než 75 % délky závodu.      |
| Horní index       | Umístění bodujících jezdců ve sprintu                                                   |

### Pořadí týmů
| Poř. | Tým                              | No. | MXC | DIR | DIR | SAP | TKO | MIS | MIS | MCO | BER | BER | SHA | SHA | POR | POR | LON | LON | Pts |
| ---- | -------------------------------- | --- | --- | --- | --- | --- | --- | --- | --- | --- | --- | --- | --- | --- | --- | --- | --- | --- | --- |
| 1    | Jaguar TCS Racing                | 9   | 5   | 5   | 10  | 2   | 15  | 5   | NC  | 1   | 4   | 6   | 1   | 5   | 8   | 3   | 2   | 3   | 368 |
| 1    | Jaguar TCS Racing                | 37  | 3   | 3   | 1   | Ret | 8   | Ret | 3   | 2   | 1   | 2   | 3   | 4   | 19  | 13  | 7   | Ret | 368 |
| 2    | TAG Heuer Porsche Formula E Team | 13  | Ret | 16  | 14  | 6   | 4   | DSQ | 19  | 7   | 6   | 1   | 18  | 1   | 1   | 1   | Ret | 13  | 332 |
| 2    | TAG Heuer Porsche Formula E Team | 94  | 1   | 8   | 7   | 4   | 5   | 16  | 1   | 5   | 5   | 4   | 2   | 20  | 10  | 4   | 1   | 2   | 332 |
| 3    | DS Penske                        | 2   | 8   | 14  | 5   | 8   | 16  | 8   | Ret | 3   | 7   | 20  | 9   | 6   | 9   | 11  | 9   | 8   | 200 |
| 3    | DS Penske                        | 25  | 6   | 2   | 8   | 7   | 12  | 6   | 7   | 4   | 2   | 10  | 6   | 7   | 3   | 5   | 17  | 5   | 200 |
| 4    | Nissan Formula E Team            | 22  | 11  | 13  | 3   | 3   | 2   | 1   | Ret | 6   | 3   | 3   | 4   | 10  | 18  | 16  | 15  | 1   | 182 |
| 4    | Nissan Formula E Team            | 23  | 12  | Ret | 6   | 11  | 11  | 9   | 5   | 8   | 9   | Ret | 11  | 14  | 15  | 18  | 14  | 15  | 182 |
| 5    | Andretti Formula E               | 1   | 9   | 1   | 12  | 5   | 3   | 2   | 2   | 20  | Ret | 5   | 5   | 11  | 6   | 10  | 16  | Ret | 169 |
| 5    | Andretti Formula E               | 17  | 10  | 6   | 16  | 17  | 6   | 7   | 18  | 10  | 18  | 19  | 14  | 3   | 13  | 7   | 10  | 12  | 169 |
| 6    | Envision Racing                  | 4   | Ret | 10  | 2   | 18  | 9   | 17  | Ret | 17  | Ret | 9   | 12  | 9   | 2   | 2   | Ret | 7   | 121 |
| 6    | Envision Racing                  | 16  | 2   | 12  | WD  | 10  | 13  | 12  | Ret | 15  | 13  | 14  | 8   | 12  | 20  | 9   | 3   | 4   | 121 |
| 7    | NEOM McLaren Formula E Team      | 5   | 7   | 11  | 4   | Ret | 14  | 13  | 8   | 16  | 15  | 12  | 16  | 2   | 21  | Ret | Ret | 10  | 101 |
| 7    | NEOM McLaren Formula E Team      | 8   | 14  | 4   | Ret | 1   | NC  | Ret | 10  | 14  | 10  | 8   | 17  | Ret | 7   | Ret | 8   | Ret | 101 |
| 8    | Maserati MSG Racing              | 7   | 4   | 7   | 9   | 9   | 1   | 3   | 12  | 9   | Ret | Ret | 21  | 8   | Ret | 8   | Ret | Ret | 81  |
| 8    | Maserati MSG Racing              | 18  | 16  | 20  | Ret | 15  | 17  | Ret | 9   | 18  | 17  | 7   | 19  | 17  | 16  | 12  | 18  | Ret | 81  |
| 9    | ABT CUPRA Formula E Team         | 11  | Ret | 19  | 17  | 13  | Ret | 10  | 12  | 11  | Ret | 11  | 10  | 19  | 11  | 17  | 11  | 9   | 56  |
| 9    | ABT CUPRA Formula E Team         | 51  | 17  | 18  | 13  | Ret | 7   | 11  | 4   | Ret | 11  | 15  | 15  | 15  | 5   | 6   | 6   | 6   | 56  |
| 10   | Mahindra Racing                  | 21  | 15  | 17  | 15  | 14  | Ret | 14  | 15  | 12  | 12  | 18  | 7   | 16  | 12  | Ret | 4   | 16  | 47  |
| 10   | Mahindra Racing                  | 48  | 13  | 15  | 11  | 12  | DSQ | Ret | 13  | Ret | 8   | 16  | Ret | 13  | 4   | Ret | 5   | Ret | 47  |
| 11   | ERT Formula E Team               | 3   | DNS | 9   | 18  | DSQ | 10  | 15  | 6   | 19  | 16  | 13  | 13  | 18  | 14  | 14  | 12  | 11  | 23  |
| 11   | ERT Formula E Team               | 33  | 18  | 21  | Ret | 16  | 18  | 4   | 14  | 13  | 14  | 17  | 20  | 21  | 17  | 15  | 13  | 14  | 23  |
| Poř. | Tým                              | No. | MXC | DIR | DIR | SAP | TKO | MIS | MIS | MCO | BER | BER | SHA | SHA | POR | POR | LON | LON | Pts |

### Pořadí výrobců pohonných jednotek
| Poř. | Výrobce motorů               | MXC | DIR | DIR | SAP | TOK | MIS | MIS | MCO | BER | BER | SHA | SHA | POR | POR | LON | LON | Pts |
| ---- | ---------------------------- | --- | --- | --- | --- | --- | --- | --- | --- | --- | --- | --- | --- | --- | --- | --- | --- | --- |
| 1    | Jaguar                       | 2   | 3   | 1   | 2   | 8   | 5   | 3   | 1   | 1   | 2   | 1   | 4   | 2   | 2   | 2   | 3   | 455 |
| 1    | Jaguar                       | 3   | 5   | 2   | 10  | 9   | 12  | Ret | 2   | 4   | 6   | 3   | 5   | 8   | 3   | 3   | 4   | 455 |
| 2    | Porsche                      | 1   | 1   | 7   | 4   | 3   | 2   | 1   | 5   | 5   | 1   | 2   | 1   | 1   | 1   | 1   | 2   | 451 |
| 2    | Porsche                      | 9   | 6   | 12  | 5   | 4   | 7   | 2   | 7   | 6   | 4   | 5   | 3   | 6   | 4   | 10  | 12  | 451 |
| 3    | Nissan                       | 7   | 4   | 3   | 1   | 2   | 1   | 5   | 6   | 3   | 3   | 4   | 2   | 7   | 16  | 8   | 1   | 273 |
| 3    | Nissan                       | 11  | 11  | 4   | 3   | 11  | 9   | 8   | 8   | 9   | 8   | 11  | 20  | 15  | 18  | 14  | 10  | 273 |
| 4    | Stellantis                   | 4   | 2   | 5   | 7   | 1   | 3   | 7   | 3   | 2   | 7   | 6   | 6   | 3   | 5   | 9   | 5   | 263 |
| 4    | Stellantis                   | 6   | 7   | 8   | 8   | 12  | 6   | 9   | 4   | 7   | 10  | 9   | 7   | 9   | 8   | 17  | 8   | 263 |
| 5    | Mahindra                     | 13  | 15  | 11  | 12  | 7   | 10  | 4   | 11  | 8   | 11  | 7   | 13  | 4   | 6   | 4   | 6   | 95  |
| 5    | Mahindra                     | 15  | 17  | 13  | 13  | Ret | 11  | 11  | 12  | 11  | 15  | 10  | 15  | 5   | 17  | 5   | 9   | 95  |
| 6    | Electric Racing Technologies | 18  | 9   | 17  | 16  | 10  | 4   | 6   | 13  | 14  | 13  | 13  | 18  | 14  | 14  | 12  | 11  | 23  |
| 6    | Electric Racing Technologies | DNS | 21  | Ret | 17  | 18  | 15  | 14  | 18  | 16  | 17  | 20  | 21  | 17  | 15  | 13  | 14  | 23  |
| Poř. | Výrobce motorů               | MXC | DIR | DIR | SAP | TOK | MIS | MIS | MCO | BER | BER | SHA | SHA | POR | POR | LON | LON | Pts |